# Фёдоровка (Коростенский район)
Фёдоровка (укр. Федорівка) — село на Украине, основано в 1730 году, находится в Малинском районе Житомирской области.
Код КОАТУУ — 1823488401. Население по переписи 2001 года составляет 659 человек. Почтовый индекс — 11600. Телефонный код — 4133. Занимает площадь 1,905 км².
Через село протекает река Вырва.

## Адрес местного совета
11600, Житомирская область, Малинский район, с. Фёдоровка